# 吳姞姑
吴姞姑，明朝女性人物，永丰（今江西省永丰县）人。
吴姞姑十八岁嫁给甯集略。不到一年，甯集略就死了，吴姞姑六天不吃饭。亲友百般解劝，才开始吃粥，早晚只用一把米。丧期满，母亲怜其年少，欲让她改嫁。前去看她，与她同寝同食三年，竟不敢说一句话。回去对儿媳们说：“此女心如铁石，不可动摇。”